# Colotis vestalis
Colotis vestalis är en fjärilsart som först beskrevs av Butler 1876.  Colotis vestalis ingår i släktet Colotis och familjen vitfjärilar. Inga underarter finns listade i Catalogue of Life.

## Bildgalleri

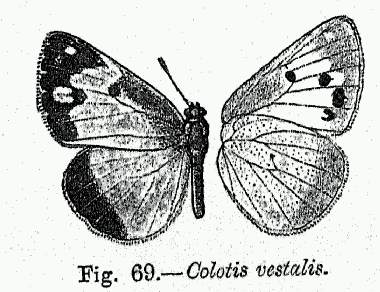
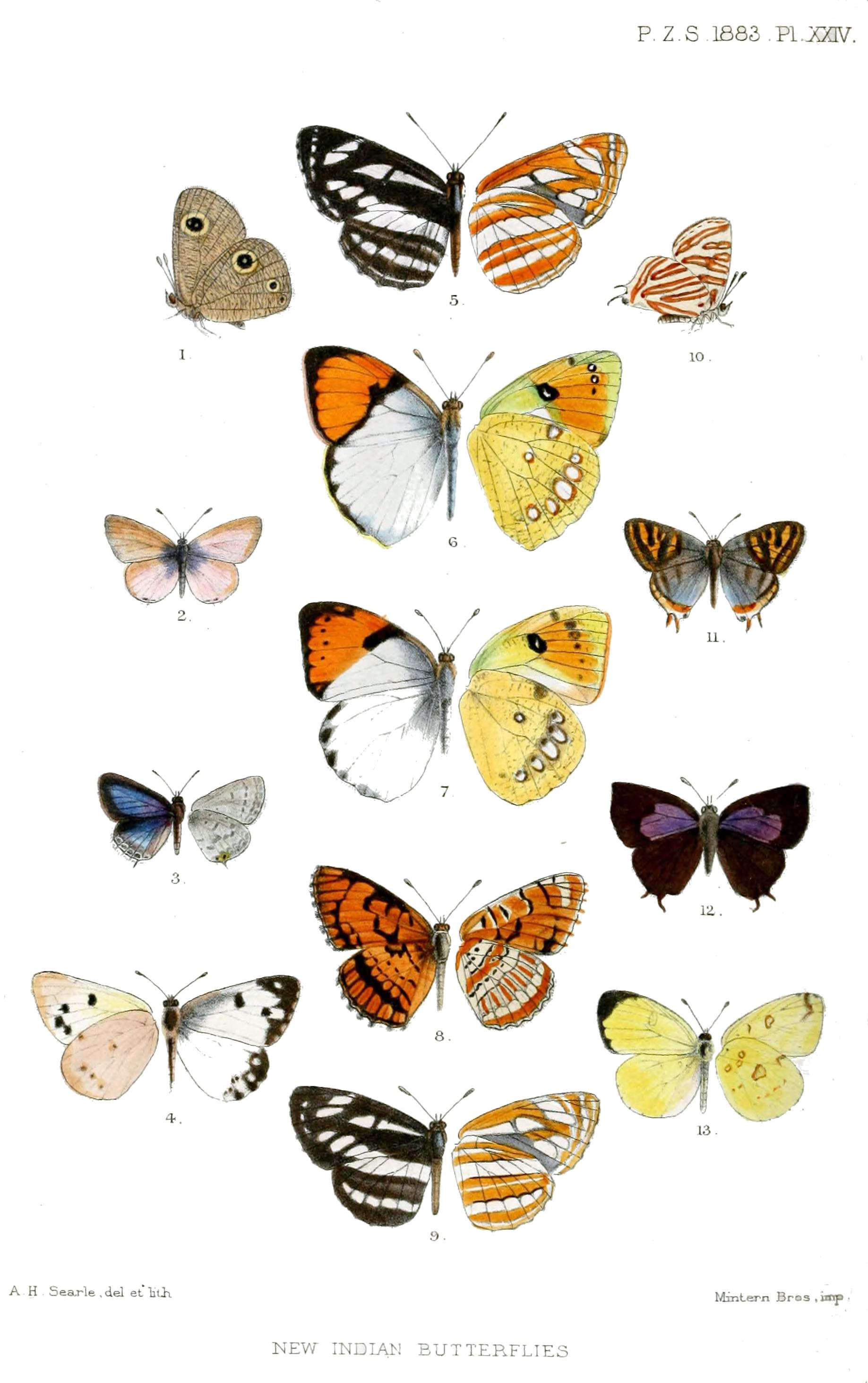